# Manutan Collectivités
Manutan Collectivités est une entreprise française spécialisée dans la vente à distance d’équipements auprès des établissements collectifs (éducatifs, médico-sociaux, collectivités).
Créée en 1983 sous le nom Camif Collectivités, elle est une filiale du groupe Manutan depuis fin mars 2009. En mars 2014, la marque « Camif Collectivités » disparaît au profit de « Manutan Collectivités ».